# Longi Green Energy Technology
Longi Green Energy Technology Co., Ltd (kinesiska: 隆基股份) är ett börsnoterat kinesiskt energiföretag, som tillverkar solceller och utvecklar solenergiprojekt. Det är noterat på Shanghaibörsen.
Företaget grundades i Xi'an i Shaanxiprovinsen 2000 som Xi'an Longi Silicon Materials Corporation och namnändrades 2017.
Longi var 2020 världens största tillverkare av moduler av monokristallina fotovoltaiska celler, en av två konkurrerande typer, för solenergianläggningar, med en årlig kapacitet på 20 GW. Företaget har tillverkningsanläggningar i bland andra Xi'an och Xianyang i Shaanxi, Yinchuan och Zhongning i Ningxia, Lijiang, Huaping, Boashan, Qujing, Tengchong och Chuxiong i Yunnan, Wuxi i Hangzhou samt Kuching i Malaysia.
Longi åtog sig 2020 att var helt försörjt med förnybar energi till 2008 enligt RE100-protokollet.